# Geolycosa uinticolens
Geolycosa uinticolens là một loài nhện trong họ Lycosidae.
Loài này thuộc chi Geolycosa. Geolycosa uinticolens được Ralph Vary Chamberlin miêu tả năm 1936.